# Microraphe
Microraphe là một chi bướm đêm thuộc họ Noctuidae.